# MS Vision of the Seas
Vision of the Seas је носилац "Vision" класе којом управља "Royal Caribbean International". Дугачак је 279, а широк 35,6 метара. На броду се налази једанаест палуба. Највећа брзина је 41 km/h. 